# Лещинский, Вацлав (канцлер коронный)
Вацлав Лещинский (1576—1628) — государственный деятель Речи Посполитой, каштелян калишский (1616—1618), воевода калишский (1618—1620), подканцлер коронный (1620—1625), канцлер великий коронный (1625—1628), генеральный староста великопольский (1628), староста брестский, варецкий, гродецкий и каменецкий.

## Биография
Представитель знатного польского магнатского рода Лещинских герба Венява. Сын воеводы брест-куявского и старосты радзиевского Рафаила Лещинского (1526—1592) от второго брака с Анной Коржбок Завадской. Старшие братья — староста радзиевский Ян (ум. 1588/1589) и воевода брест-куявский Анджей (ок. 1559—1606).
Его родители были набожными протестантами, и Вацлав был воспитан в кальвинизме. После смерти своего отца Рафаила Вацлав Лещинский поселился в родовом замке в Голухуве, где предоставлял убежище чешским братьям.
В 1601 году Вацлав Лещинский перешел из кальвинизма в римско-католическую веру, после чего начался его быстрый карьерный рост. Его супруга Анна Роздражевская до конца жизни сохраняла протестантское вероисповедание. В 1616 году получил должность каштеляна калишского, в 1618 году стал воеводой калишским. В 1620 году Вацлав Лещинский был назначен подканцлером коронным, в 1625 году стал канцлером великим коронным. В 1628 году был избран генеральным старостой великопольским.

## Семья
Ок. 1603 года женился на Анне Роздражевской (1586 — после 1619), дочери подкомория и каштеляна познанского Яна Роздражевского (ок. 1543—1600). Дети:
- Катарина Лещинская, 1-й муж староста сродский Станислав Гжимултовский, 2-й муж воевода калишский Пётр Ян Опалинский
- Марианна Лещинская, жена подкомория иновроцлавского Анджея Тужинского
- Анна Лещинская, жена подкомория галицкого Яна Теодорика Потоцкого (ум. 1664)
- Барбара Лещинская, жена каштеляна сантоцкого Войцеха Мисковского
- Анджей Лещинский (ум. 1658), канцлер великий коронный и архиепископ гнезненский
- Владислав Лещинский (ум. 1679), воевода ленчицкий
- Рафаил Лещинский (ок. 1614—1647), полковник королевский
- Ян Лещинский (ум. 1657), епископ киевский